# 비림비공운동
비림비공운동(批林批孔運動)은 반모(反毛) 쿠데타의 주동자 린퍄오를 공자에다 비겨 함께 비판·배격한 10전대회 이후의 정치운동이다.
공자 비판운동은 1919년 5·4운동 때부터 비롯되었는데 1960년대에 사학계에서 다시 일어났다가 1970년대에 와서는 류샤오치(劉少奇), 린뱌오(林彪)의 반당(反黨) 수정주의 비판운동으로 승화되었다. 당내 실권파란 낙인이 찍힌 류샤오치와 린뱌오에 대한 사상적 비판의 근거는 다음 몇 가지로 요약된다.
1. 공자와 맹자의 노예제도 찬양은 린뱌오의 자본주의 부활 의도와 상통한다.
2. 공·맹의 인의(仁義) 위주 사상은 린뱌오의 혁명적 폭력 배격과 통한다.
3. 공·맹의 중용사상은 임의 투쟁철학 반대와 같다.
4. 공·맹의 정신노동 우선은 임의 하방운동 비판과 같다는 점

등을 들 수 있다.
이런 사상적 바탕에서 비림비공 운동은 각종 보도기관을 통하여 맹렬히 전개되었는데 그 운동의 주도권은 모택동 자신이 잡고 있었고, 운동의 주체자는 노동계급이며, 주요 투쟁목표는 반혁명·반당·수정주의 노선이라고 밝혔다.